# لي لي (فلم)
لي لي فيلم مصري قصير من إنتاج 2001 وإخراج مروان حامد وبطولة عمرو واكد وسامي العدل ودينا نديم، مدير تصوير إيهاب محمد علي موسيقى تصويرية و تصميم شريط الصوت خالد حماد إنتاج أمين المصري. والفيلم يناقش قضية الصراع بين الخير والشر في المجتمعات العربية، والفيلم مأخوذ من قصة قصيرة للمؤلف المصري الدكتور يوسف إدريس. وهو حاصل على جائزة لجنة التحكيم من مهرجان برلين.

## قصة الفيلم
تدور أحداث الفيلم حول إمام مسجد  عُيَّن في حي الباطنية في القاهرة الشهير بتجار المخدرات، ويسعى الإمام لهداية أهل الحي ويقنعهم بضرورة الصلاة. وبعد أن يستجيب الأهالي لأداء الصلاة في الجامع يتعرض الإمام الشاب للغواية من الفتاة الجميلة «لي لي» ويدور بداخله صراع نفسي كبير. الفيلم يدور حول صراع الإيمان والفضيلة مثل في الشيخ والغواية النفس البشرية ممثلة في أهل الحي ولكن في النهاية شهوة الإمام تنتصر على إيمانه ما يعتبر إهانة للإسلام والمسلمين حيث منع الفيلم من العرض لتعرضه لكثير من الانتقادات.